# سجن خاص
السجن الخاص أو السجن الذي يهدف إلى الربح هو مكان يتم فيه احتجاز الأفراد جسدياً أو سجنهم بواسطة طرف ثالث يتم التعاقد معه من قبل وكالة حكومية. وعادة ما تبرم شركات السجون الخاصة اتفاقيات تعاقدية مع الحكومات التي تسلم السجناء ثم تدفع أجر يومي أو نسبة شهرية، إما لكل سجين في المرفق، أو لكل مكان متاح، سواء كان آهلاً بالسجناء أم لم يكن. قد تبرم هذه العقود فقط لتشغيل المرفق، أو لغرض التصميم والبناء والتنفيذ. 
موضوع السجون الخاصة يعتبر امر مثير للجدل. السبب الرئيسي لتعاقد السجون مع مدراء القطاع الخاص هو أنه يمكنها توفير المال. اما الخلاف الرئيسي ضد التعاقد مع السجون هي المخاوف من تعرض حقوق السجناء ورعايتهم للخطراضافة إلى أمور أخرى. 

## تطوير السجون فيالمملكة المتحدة
في العصر الحديث، تعتبر المملكة المتحدة أول دولة أوروبية تستخدم السجون التي تهدف إلى الربح. حيث تم افتتاح سجن وولدز كأول سجن يديره القطاع الخاص في المملكة المتحدة عام 1992. وقانونيا  يتوجب على جميع السجون الخاصة في الولايات المتحدة ان تجني الأرباح. 
إضافة إلى ذلك، يتم تشغيل عدد من مراكز إزالة الهجرة في المملكة المتحدة بشكل خاص، مثل مركز هارموندزويرث، ومركز يارلز وود، ومركز كولنبروك. 
وفي عام 2007 أعلنت حكومة الحزب الوطني الأسكتلندي الجديد في اسكتلندا أنها تعارض السجون التي يديرها القطاع الخاص ولن تسمح بتوقيع أية عقود أخرى. ومنذ ذلك الحين، تم بناء سجون جديدة في اسكتلندا ويديرها القطاع العام. ولقد كان آخر عقد في إنجلترا وويلز هو سجن إتش إم نورثوبرلند الذي تم تحويله من القطاع العام إلى سجن سوديكسو في عام 2013. كما تم منح آخر سجن الذي من المقرر إنشاؤه في إنجلترا وويلز، وهو سجن بروين بالقرب من ري كسهام، للقطاع العام دون أي منافسة عند افتتاحه في عام 2017. وليس من الواضح حتى الآن ما إذا كان سيتم استخدام مقاولي القطاع الخاص أو اخذهم بعين الاعتبار عند فتح السجون بموجب برنامج بناء السجون الحالي.

### ترتيبات التعاقد
هنالك طريقتين تتمكن من خلالهما الشركات الخاصة من تولي إدارة السجون في المملكة المتحدة وهما كما الاتي:
1. تتنافس الشركات لتمويل وتصميم بناء وإدارة السجن الجديد تحت رعاية مبادرة التمويل الخاص. وتعتبر غالبية السجون في المملكة المتحدة من هذا النوع بالرغم من ان استخدام مبادرة التمويل الخاص أصبح امرا متروكا الآن.

1. يمكن التعاقد مع السجن المدار سابقا من قبل خدمة السجون للقطاع الحكومي أو العام بعد المنافسة (اختبار السوق).

وتعود السجون للمنافسة مع نهاية هذا العقد. يسمح باستخدام خدمة السجون من قبل القطاع الحكومي أو العام كعلامة تجارية لكل السجون البريطانية فقط. ويتم التعاقد  بشكل متزايد بخدمات السجون التي تدار من قبل القطاع العام أو الخاص على اساس اقليمي. هذه الخدمات تتضمن اعمالا وخدمات وبرامج لإعادة التأهيل.  

### الحوكمة والمسألة
تدار السجون الخاصة بموجب عقود تحدد المعايير التي لابد من تنفيذها والتي تعكس في كثير من الجوانب الاتفاق على مستوى الخدمة التي تنطبق على السجون التي تديرها الحكومة. وقد يتم الخصم من المدفوعات جراء الاداء الضعيف الذي لا يتوافق مع العقد. يقوم مراقبو الحكومة بشكل دائم بمراقبة السجون الخاصة للتحقق من حالة السجناء وكيفية التعامل معهم. ان إطار النظام والمساءلة للسجون الخاصة هي نفسها بالنسبة للسجون العامة. تخضع السجون في بريطانيا إلى تفتيش مفاجئ من قبل كبير مفتشي السجون ويتم الرصد والمراقبة من قبل مجالس الرقابة المستقلة المحلية كما يتولى امين المظالم المعني بالسجون ومراقبة السلوك فيها بحل الشكاوى المقدمة من قبل السجناء.كما توجد ترتيبات مماثلة في اسكتلندا وايرلندا الشمالية.

### المسائل الخلافية
صرحت فرانسيس كروك المديرة التنفيذية لرابطة هوارد للإصلاح الجنائي ان المفتشية قد واجهت حالات عدم ضبط نفس  تصل إلى تسعة اضعاف ما كانت عليه في العام السابق في المؤسسات الاصلاحية للجانحين الاحداث والتي يتواجد فيها أطفال تتراوح اعمارهم بين 15و 18. كما استشهدت بقولها ان العديد من حوادث التفتيش لم يكن لها أي مبرر. هذا وقد استخدمت القوة ضد الاحداث بما يقارب 150 مرة في الشهر مقارنة باستخدامها 17 مرة في الشهر الواحد العام السابق وهذا يشير إلى تكرار مروع لحالات الاختناق حتى الموت لا طفال في عمر ال 15 عاما في مدرسة رينز بروك Rains brook في إنجلترا بعد فرض القيود عليهم. ان استخدام القوة جاء نتيجة لعدم اتباع المساجين لتعليمات الموظفين. ولقد سجلت المؤسسة في الثلاث السنين الماضية أكثر من 600 حالة اعتداء على السجناء في سنة واحده حيث وقد اعتبر ذلك الاعتداء الأكثر حصولا مقارنة بالسجون الأخرى التي في البلاد. ولقد ادعى كروك ان لهذه السجون تاريخ في فشل الأطفال والمجتمع. كما زعم المدراء ان الزيادة في هذا العدد ما هو الا نتيجة لتحسين التقارير بخصوص حالات عدم ضبط النفس فلقد كانت المؤسسة بنصف طاقتها الاستيعابيه  خلال لتفتيش المفاجئ في عام 2010. كما لاحظ رئيس المفتشين ان بعض الموظفين يفتقرون إلى الثقة للتعامل مع هذه  التصرفات السيئة. كما اضاف مدير السجن ويوي بان هنالك مجال للتحسن. 
فصل ستة من الموظفين من شركة جي فوراس الذين يعملون في مدرسة Rainbrook في رجوبي في شهر مايو من العام 2015عقب سلسلة من التصرفات المشينة التي قاموا بارتكابها. اتخذت شركة جي فور اس هذا الاجراء بعد تفتيش الذي قام به  المفتش ofsted الذي افاد بان بعضا من الموظفين يتعاطون المخدرات اثناء العمل ويتواطؤون مع المحتجزين ويتصرفون بشكل سيء للغاية. وزعم ان التصرفات قد تسببت بالمعاناة والإهانة للأطفال وذلك عن طريق تعريضهم للمعاملة المهينه والتعليقات العنصرية.
كما ألقى القبض على اربعه من قادة مجموعه شركات جي فور اس في روشي ستر في يناير 2016 وتم فصل اربعه اخرين من العمل وذلك بعد التحقيق الذي اجراه برنامج بانوراما في هيئة الاذاعه البريطانية. الادعاءات التي ذكرت في هذا البرنامج التلفزيوني شملت  استخدامهم للألفاظ البذيئة والاستخدام الغير مبرر للقوة مثل العنف الجسدي وكذلك الاستخدام المفرط لأساليب السيطرة على السجناء  والذي تسبب في صعوبة التنفس لدى 10 من المراهقين الذين تتراوح اعمارهم ما بين 14-17. كما قام بعض من الموظفين بالتستر على الحدث عن طريق تعطيل كاميرات المراقبة وذلك لكي لا تسجل ما قاموا به وتعمد عدم ابلاغ عنهم من اجل تجنب دفع الغرامات والعقوبات المفروضة. فعلى سبيل المثال زعم ان بعض من الموظفين لم يبلغوا عن شجار دار بين متدربين أو أكثر لان ذلك سيشير إلى فقدان سيطرتهم على المركز وهذا سيودي إلى احتمالية فرض غرامه ماليه عليهم.
على الرغم من ان كبير مفتشي السجون قد صرح قبل اسابيع أن الرقابة الإدارية قد فشلت في حماية الشباب من إساءة المعاملة في السجون، بيد ان مدراء ميدواي في شركة G4s قد حصلوا على مكافئات مالية فيما يتعلق بأدائهم في السجون. وفي كانون الثاني/ يناير عرضت شبكة بانوراما تقريرا لمراسلة سرية تعمل كحارس في مركز التدريب الامني التابع لميدواي في مقاطعة كينت عن فلم يكشف فيه معاناة الأطفال وتعرضهم للمعاملة السيئة وبحسب زعم اولئك الأطفال فان الموظفين قد قاموا بتزوير سجلات حوادث العنف. لم يتسنى اخضاع أي من المدراء الكبار للانضباط أو الفصل. وقبل بث تقرير بانوراما، قام مجلس العدالة للشباب الذي يشرف على رعايتهم بوضع حد من استغلال الأطفال في ميدواي. وفي شباط/ فبراير كشف تحقيق اجرته صحيفة الجارديان بان مخبري الفساد في عام 2003 قد حذروا كلا من شركة G4s ووزارة العدل والمساواة ومجلس عدالة الشباب من ان العاملين في السجون يسيئون معاملة الأطفال المحتجزين ولكن تم تجاهل رسالتهم. وعليه قام البروفسور جون بس وهو خبير في مجلس عدالة الشباب بإحالة الرسالة إلى القضاء وفي حين اجرت مفتشية السجون تفتيشا مفاجئا في ميدواي كشفت ان المحتجزين قد أفادوا بان العاملين في السجون قد استخدموا اما لغة مهينة أو عدوانية أو عنصرية تجاههم مما جعلهم يشعرون بعدم الامان في جميع اقسام المنشاة والتي لا يقوم الاعلام المرئي بتغطية احداثها بصورة أقرب إلى الحقيقة. كما اجمع الناقدون على صحة الادلة التي قدمتها شبكة بانوراما والتي تبين استهداف هؤلاء الأطفال المستضعفين من قبل بعض الموظفين. كما اشارت بان هنالك مجموعة كبيرة من الموظفين على علم بممارسة هذه السلوكيات المرفوضة دون ردع تصرفات اربابهم أو الإبلاغ عنها.
كما أعلن المفتشون في تقرير سابق عن ميدواي بأن الموظفين والمدراء من الرتب المتوسطة قد صرحوا عن افتقارهم للقيادة وضعفهم وعدم شجاعتهم امام كبار المسؤولين. حيث قال نيك هار دويك حين كان انذاك كبير مفتشي السجون بان الرقابة الادارية قد فشلت في حماية الشباب من تعرضهم للإساءة حيث يفترض ان يكون للاشراف الفعال دور في خلق ثقافة ايجابية تمنع حدوث أي ممارسة غير مقبولة وتفرض غرامة مالية لمن يقوم بمثل هذه السلوكيات. وقد كشفت صحيفة الجارديان ان كبار مدراء مراكز ميداوي قد حصلوا في شهر أبريل على مكافئات تشيد بسلوكهم واداءهم في السجون وتتراوح ما بين 25-10 % من رواتبهم السنوية وفقا للأقدمية. وفي غضون ذلك قد صرحت فتاة تبلغ من العمر 15 عاما سجنت في ميداوي عام 2009 بانها احتجزت لعدة مرات دون وجه حق على مدى 12 شهرا. وتحدثت عما تعرضت له من اساءة حيث كان يسحق وجهها على الأرض الجليدية بعنف. واكملت حديثها قائلة: لقد ظننت انه سيتم اقالة فريق الإدارة العليا ومحاسبتهم ولكن كما يبدو الامر بأنهم قد حصلوا على مكافئات تخولهم بالاعتداء على الأطفال في السجون على نحو متزايد. هذا وقد اعربت عضو البرلمان البريطاني السابقه عن حزب العمال  سالي كيبل عن شكواها من سوء معاملة G4s في مركز التدريب الامني على مدى سنوات قائلة: هؤلاء الاشخاص يحققون ارباحهم الشخصية من خلال تعذيب الاخرين واّمل بأن يتدخل وزير العديل لزتروس وان يتحقق من عدم دفع هذه المكافئات من قبل متعهدي وزارة العدل. وعلى الرغم من نتائج التحقيقات لم يخضع أي من كبار المدراء في مراكز ميداوي للانضباط أو الفصل. وفي شهر مايو، صرحت وزارة العدل بان الدائرة الوطنية لإدارة شؤون المجرمين ستتولى إدارة منشاة ميداوي وقد تولت في يوليو رسميا مهام إدارتها لمركز التدريب الامني. كما ان شركةG4s قد اعلنت في فبراير 2016 بأنها ستسلم صلاحيات الخدمات المقدمة  للأطفال بما في ذلك عقد ادارتها لمركزين معني بالتدريب الامني. وتأمل الدائرة الوطنية بأن تنهي الشركة اجراءات التسليم بحلول نهاية 2016.
 وبعد ان أصدر تقرير بالغ الخطورة فيما يخص شركة G4s, صرح وزير العدل والذي ينتمي لحزب العمل بأنهم قد يتولوا مهام إدارة السجون الربحية في حال لم يلتزم أي من المتنافسين في السوق بمواعيدهم النهائية المفروضة عليهم وشدد صادق خان على ضرورة التعاقد بصورة أفضل بما في ذلك احكام التعويضات المقطوعة. واوصى كبير مفتشي السجون نيك هار دويك بوضع خطط لحالات الطوارئ وتدخل حيز التنفيذ. وقال خان: «ان شركة G4S لم تقدم ما توقعه الناس منها رغم الملايين التي دفعت لتشغيلها. واضاف:» لا ارى فرقا في القطاع الخاص أو العام أو التطوعي فيما يتعلق بسوء الإدارة... ولذا علينا ان لا نتهاون حيال هذه المسؤولية الفاشلة في إدارة سجوننا. «كما اوضح خان أيضا:» لم يعد بوسعنا التعايش مع فضيحة تلو الفضيحة حيث يتم تبديد الاموال العامة وجودة ما يتم تقديمة رديئة للغاية. ولا تزال الحكومة تعتمد بشكل كبير على الشركات الكبرى والمتوائمة، بيد ان الشعب بات ينتقد ويبدي استياءه من هذه الشركات التي تحقق ارباحا ضخمة من عائدات الضرائب والتي يقابلها مكافئات لفشلهم.

## خصخصة السجون في الولايات المتحدة الأمريكية
يعود تاريخ خصخصة السجون إلى عصر ما بعد اندلاع شرارة الثورة الأمريكية حيث تم إبرام عقود مع مؤسسات خاصة لتتولى تقديم خدمات توفير اماكن احتجاز ورعاية المساجين. فنظرا لان بريطانيا العظمى لم تعد قادرة على إرسال المساجين والاشخاص غير المرغوب فيهم إلى المستعمرات في القارة الأمريكية، فقد بدأت بريطانيا العظمى في استخدام طريقة بديلة تتمثل في تجميع المساجين ووضعهم داخل سفن عمالقة (استخدمت كسجون عائمة) ظلت راسية في مواني إنجلترا.
وفي عام 1852، كان يوجد في خليج سان فرنسيسكوا بولاية كاليفورنيا سجن عائم اسمه «وابان»، وفي نفس ذلك العام بداء نزلاء السجن العائم «وابان» ببناء أول منشاة مستأجرة في منطقة «بوين كوينتين» لتصبح سجن ثابت يأويهم. وبات هذا السجن يعرف باسم «سجن سان كوينتين» الذي لا زال مفتوحا ويعمل حتى اليوم. إلا أن عملية النقل الجزء لصلاحيات تشغيله من القطاع الخاص إلى القطاع العام لا تعد بمثابة نهاية عهد السجون الخاصة.
اما المرحلة التالية فقد بدأت خلال فترة إعادة الاعمار في الجنوب (أي خلال الفترة 1865-1876م) بعد انتهاء الحرب الاهلية. فقد برزت حاجة ماسة لدى المزارعون ورجال الأعمال تتمثل في الحاجة إلى توفير ايادي عاملة لتحل محل الرقيق والعبيد الذين نالوا حريتهم. فقد شهد العام 1868 البدء في منح شركات القطاع الخاص عقود ايجار لمساعدتها على توفير الايادي العاملة. وقد ظل هذا النظام ساري المفعول حتى بداية القرن العشرين. 
لدى الحكومة الفدرالية وحكومات الولايات تاريخ طويل وحافل بشأن خصخصة خدمات محددة بعينها حيث يتم التعاقد مع شركات القطاع الخاص لتقديم هذه الخدمات المحددة، بما في ذلك تقديم خدمات الرعاية الصحية، وتجهيز واعداد الاطعمة، وتنفيذ برامج ودورات التدريب الفني والمهني، وتقديم خدمات النقل النزلاء. الا ان حقبة الثمانينات من القرن العشرين مثلت حقبة جديدة في تاريخ خصخصة السجون. فمع تزايد اعداد المساجين نتيجة للحرب التي شنتها الحكومة الأمريكية لمكافحة المخدرات زادت الحاجة للسجون، وباتت السجون تعاني من الازدحام وباتت التكاليف والنفقات الباهظة لتشغيل السجون تشكل تحديا تواجهه الحكومة الفدرالية والحكومات المحلية وحكومات الولايات على حد السواء. واستجابة لهذا النمو الكبير في منظومة العدالة الجنائية، فقد تنبه القطاع الخاص إلى وجود فرصة استثمارية سانحة لتوسيع انشطته وخدماته، وبالتالي فقد انتقل الدور الذي يلعبه القطاع الخاص من مرحلة التعاقد لتقديم خدمات بسيطة إلى مرحلة تولي المهمة كاملة والقيام بإدارة وتشغيل سجون من مختلف النواحي.
اما بالنسبة لمسالة ادرأه خصخصة السجون كنشاط تجاري فقد ظهرت إلى العلن عام 1984 عندما تم منح الشركة الأمريكية للإصلاحيات والمعروفة اختصارا بـ «كورسيفيك Core Civic» عقد بموجبه تم تسليم هذه الشركة (مباني ومهام إدارة وتشغيل) سجن يقع في مقاطعة شيلبي بولاية تينيسي. وقد كان هذا الحدث هو الأول من نوعه، فقد كانت هذه هي المرة الأولى على الإطلاق في تاريخ الولايات المتحدة تقوم فيه الحكومة بالتعاقد مع القطاع الخاص ليتولى القطاع الخاص جميع مهام وعمليات إدارة وتشغيل أحد السجون. وفي العام الذي يليه ذاع صيت الشركة الأمريكية للإصلاحيات ونالت شهرة أكبر فأكبر حينما قامت هذه الشركة بتقديم عرض ابدت فيه استعدادها بتسلم وإدارة وتشغيل جميع السجون في ولاية تينيسي مقابل مبلغ مقطوع قدره 200 مليون دولار. الا انه تم رفض هذا العرض بسبب المعارضة الشديدة من الموظفين في القطاع العام وبسبب وجود شكوك قانونية تتعلق بالجانب التشريعي في ولاية تينيسي. وعلى الرغم من ذلك الرفض، الا ان الشركة الأمريكية للإصلاحيات نجحت منذ ذلك الحين في تحقيق نمو وتوسع كبيرين، تماما كما هو الحال بالنسبة لشركات القطاع الخاص الأخرى التي تنشط في مجال السجون. 
وتشير احصائيات وزارة العدل الأمريكية انه في العام 2013 بلغ عدد السجناء (سواء سجناء بنظر الحكومة الفدرالية أو بنظر حكومات الولايات) ضمن فئة السجناء المقيمين في سجون تتولى شركات القطاع الخاص مهام ادارتها وتشغيلها بالكامل عدد 133.000 مائة وثلاثة وثلاثون ألف سجين، أي ما نسبته 8.4% من اجمالي عدد السجناء في الولايات المتحدة الأمريكية.(أي ان 19.1% من اجمالي عدد السجناء بنظر الحكومة الفدرالية و6.8% من اجمالي عدد السجناء بنظر حكومات الولايات هم سجناء داخل سجون تتولى مهام ادارتها وتشغيلها شركات القطاع الخاص. وعلى الرغم من احصائيات عام 2013م تدل على وجود انخفاض وتراجع خفيف في اعداد المساجين داخل سجون تتولى مهام ادارتها وتشغيلها شركات القطاع الخاص مقارنة بإحصائيات عام 2012م، الا انه يمكن القول عموما بان العشر السنوات الماضية شهدت زيادة بسيطة في اعداد هؤلاء المساجين. اما بالنسبة لاهم الشركات التي تقوم بإدارة وتشغيل هذه السجون فهي الشركة الأمريكية للإصلاحيات، ومجموعة شركات ج ياي اوه (المعروفة سابقا باسم شركة ويكين هت للخدمات الامنية والتأمينية)، وشركة الإدارة والتدريب (ام تي سي)، وشركة مراكز تعليم المجتمع. وخلال العقدين الماضيين من الزمن شهدت الشركة الأمريكية للإصلاحيات تنامي مضطرد في ارباحها بنسبة أكثر من 500%. وخلال عام 2011 بلغت عائدات انشطة الأعمال التجارية في قطاع السجون أكثر من خمسة مليارات دولار أمريكي.
وطبقا لما اورده الصحفي مات تايبي، فقد تنبهت بنوك وول استريت إلى حجم التدفق الكبير للأموال في قطاع السجون، وباتت الآن هذه البنوك هي أكبر مستثمر في هذا القطاع. فقد قام بنك ويلز فأرجو باستثمار قرابة 100 مليون دولار في مجموعة ج ياي اوه وقرابة 6 ملايين دولار في الشركة الأمريكية للإصلاحيات. ومن بين كبار المستثمرين نجد بنك أمريكا، وشركة فايدليتي انفيستمنتس، وشركة جنرال الكتريك، ومجموعة فانجارد. هذا علما بان قيمة أسهم الشركة الأمريكية للإصلاحيات قد شهدت تناميا وارتفاعا كبيرين. ففي عام 2000م كانت قيمة السهم الواحد تساوي دولارا واحدا الا ان قيمة السهم الواحد عام 2013م ارتفعت إلى 34.34 دولارا.[بحاجة لمصدر] كما ان الناشط والعالم الاجتماعي السيد/ جون كامبل والصحفي السيد/ تشريز هيدجز قد اكدا كليهما على ان السجون في الولايات المتحدة الأمريكية أصبحت تمثل فرصة تجارية مغرية وعالية الربحية للاستثمار.
وفي عام 2013م اكتشف طلاب جامعة كولومبيا بان هذه الجامعة تملك ما قيمته ثمانية ملايين دولار من رأسمال الشركة الأمريكية للإصلاحيات. وبعد سنة قام الطلاب بتشكيل مجموعة أطلق عليها اسم «مجموعة كولمبيا لمناهضة الاستثمار في قطاع السجون Prison Divest» وقاموا بتسليم خطاب إلى رئيس الجامعة طلبوا فيه سحب كل الأموال التي تستثمرها الجامعة في الشركة الأمريكية للإصلاحيات. هذا وبحلول شهر يونيو من عام 2015م صوت مجلس أمناء جامعة كولومبيا بالأغلبية على قرار يلزم الجامعة بعدم الاستثمار في قطاع السجون.
وتبلغ إجمالي الطاقة الاستيعابية للسجون التابعة للشركة الأمريكية للإصلاحيات 80.000 ثمانون ألف سرير موزعة على عدد 65 سجن واصلاحية. أما السجون التابعة لمجموعة جي أي اوه فتبلغ إجمالي طاقتها الاستيعابية 49.000 تسعة وأربعون ألف سرير موزعة على عدد 57 سجن وإصلاحية. وتمتلك هذه المجموعة أو تدير أكثر من 100 منشاة تتسع لا كثر من 73.000 ثلاثة وسبعون ألف سجين في مواقع وأماكن مختلفة في جميع أنحاء العالم.
معظم السجون التي تديرها شركات القطاع الخاص توجد في المناطق الجنوبية والغربية من الولايات المتحدة الأمريكية وهذه السجون يوجد فيها سجناء بنظر الحكومة الفدرالية وكذلك بنظر حكومات الولايات. فعلى سبيل المثل يوجد في منطقة بيكوس في ولاية تكساس أكبر سجن في العالم تملكه شركة خاصة واسم هذا السجن هو «مجمع الحجز بمقاطعة ريفز» وتقوم بتشغيله وادارته مجموعة جي أي اوه. وتبلغ الطاقة الاستيعابية لهذا المجمع 3.763 سجين موزعين على عدد من المجمعات الفرعية داخل المجمع الرئيسي.
ونظرا لانخفاض وتناقص اعداد المساجين، فان الشركات الاستثمارية في قطاع السجون تستجيب لهذا الانخفاض حيث تبذل هذه الشركات جهودا متزايدة بحثا عن فرص استثمارية اضافية تتجاوز مجرد تقديم خدمات السجون، حيث تعمل هذه الشركات حاليا على دراسة جدوى الاستثمار في أسواق جديدة كان القطاع العام يستحوذ عليها دون تحقيق أي ارباح، ومن هذه الأسواق والفرص الجديدة الاستثمار في مجالات تقديم خدمات الرعاية الصحية السلوكية، وتقديم خدمات الرعاية الصحية في السجون، إنشاء مستشفيات لتقديم الرعاية للمرضى الذين يعانون من اضطرابات عقلية وكذلك الطب الشرعي في هذا المجال، ومراكز الانضباط المدني، ودور الإيواء وخدمات الإقامة الجبرية.
هذا وقد أكد تقرير صادر عن وزارة العدل الأمريكية عام 2016م بان السجون الفدرالية التي تديرها شركات القطاع الخاص هي سجون تتسم بانها اقل امانا وذات قدر اقل من حيث الحماية والتامين ويوجد فيها قدر أكبر من الاجراءات العقابية وذلك مقارنة بالسجون الفدرالية الأخرى التي تديرها الحكومة الفدرالية. وبالتالي ولاختصار الموضوع فقد اعلنت وزارة العدل الأمريكية بانها ستتوقف عن استخدام السجون المملوكة لشركات القطاع الخاص. ومع ذلك الا انه وبعد مرور شهر واحد بعد ذلك الإعلان، فقد قامت وزارة الأمن الداخلي الأمريكية بتجديد عقد مثير للجدل مع الشركة الأمريكية للإصلاحيات تم بموجبه منح الشركة صلاحية الاستمرار في إدارة وتشغيل مركز جنوب تكساس لإيواء العائلات، وهو مركز لاعتقال واحتجاز اللاجئين ويقع في مدينة ديلي بولاية تكساس.
ومع فوز الرئيس دونالاد ترامب في الانتخابات عام 2016م، شهدت اسعار أسهم الشركة الأمريكية للإصلاحيات واسهم مجموعة ج أي اوه ارتفاعا كبيرا. وفي تاريخ 23 فبراير الغت وزارة العدل الأمريكية بقيادة النائب العام جيف سيزونز قرارها السابق القاضي بحضر ومنع استخدام سجون مملوكة أو تديرها شركات القطاع الخاص. فقد قال السيد جيف سيزونز بان «(إدارة الرئيس اوباما) عمدت إلى تغيير سياسة متجذرة وسلوك متجذر ومتبع منذ زمن طويل جدا وبالتالي فقد اعاقت قدرة الوزارة على تلبية الاحتياجات المستقبلية لمنظومة الاصلاحيات والسجون الفدرالية. وبالتالي فقد قمت بإصدار توجيهاتي إلى الوزارة بالعودة إلى والاستمرار في تفعيل واتخاذ الاجراءات السابقة»

### تحليل التكلفة والارباح
تحليل التكلفة والارباح غالبا ما تستنج الدراسات بانه بإمكان الولايات توفير الاموال عبر استخدام سجون ربحية تملكها أو تديرها شركات القطاع الخاص الا انه تجدر الإشارة هنا إلى ان بعض هذه الدراسات تلقت تمويل جزئي من هذه الشركات. الا ان الدراسات الاكاديمية أو الممولة من الدولة خلصت إلى ان السجون المملوكة أو التي تديرها شركات القطاع الخاص تميل إلى الاحتفاظ بالسجناء ذوي التكاليف المنخفضة فقط وتعيد بقية السجناء الاخرين إلى السجون التي تديرها الدولة.

### التكاليف
المؤيدون والمدافعون عن السجون التي تديرها شركات القطاع الخاص يتذرعون بانها تتميز بالفاعلية وقلة التكلفة مقارنة مع السجون التي تديرها الدولة وبالتالي فهم يؤيدون فكرة الخصخصة. الا ان بعض الدراسات اثارت شكوك حول صدقية هذه المبررات لان الادلة والبراهين من الواقع تظهر وتوكد جليا على ان السجون التي تديرها شركات القطاع الخاص لا تتسم بالفاعلية ولا بقلة التكاليف مقارنة مع السجون التي تديرها الدولة. وقد تم إجراء تقييم لعدد 24 دراسة مختلفة حول مدى كفاءة التكاليف وقد خلصت عملية التقييم إلى ان النتائج في أحسن الاحوال على سؤال مدى كفاءة التكلفة هي نتائج مشكوك بها وغير حاسمة وفي اسوء الاحوال لا يوجد أي فرق يذكر من حيث الكفاءة في التكلفة بين السجون الخاصة والسجون العامة.
وقد خلصت دراسة قام بأجرائها مكتب الاحصائيات القضائية التابع لوزارة العدل الأمريكية إلى ان مسالة خفض وتوفير التكلفة التي تعد بها السجون التي تديرها شركات القطاع الخاص " لم يتم تحقيقها فعليا على ارض الواقع". وعلاوة على ذلك، فان ادعاءات خفض وتوفير التكلفة التي يتذرع بها مناصرو مسالة خصخصة السجون قد تكون ادعاءات ومبررات مضللة وذلك لان السجون التي تديرها شركات القطاع الخاص غالبا ما ترفض استيعاب واستقبال النزلاء الذين تكون تكلفة ايوائهم عالية. وقد خلصت دراسة اجريت عام 2001م إلى ان اسلوب ونمط إرسال النزلاء الاقل تكلفة إلى السجون التي تديرها شركات القطاع الخاص هو اسلوب ادى بشكل متعمد إلى تضخيم مسالة خفض النفقات والكفاءة في التكلفة بشكل متعمد ومصطنع ومجاف للحقيقة والواقع. كما خلصت دراسة أخرى اجريت عام 2005م إلى ان السجون التي تديرها الدولة أكثر استعدادا بسبع مرات لاستقبال السجناء العنيفين وأكثر استعدادا بثلاثة مرات لاستقبال السجناء المدانين بقضايا خطرة مقارنة بالسجون التي تديرها شركات القطاع الخاص. أضف إلى ذلك ان تقرير نقابة الحريات المدنية الأمريكية لعام 2011م اشار إلى ان السجون التي تديرها شركات القطاع الخاص تتسم بانها أغلي من السجون التي تديرها الدولة وتشهد حوادث عنف أكثر وتعد بانها ذات مستوى اقل من حيث الخضوع لمبدأ المسئولية والمحاسبة كما ان هذه السجون التي تديرها شركات القطاع الخاص تعتبر مساهم رئيسي في زيادة اعداد المساجين. وهذا الامر أكثر وضوحا في ولاية لويزيانا التي يوجد فيها اعلى معدل للسجون والمساجين في العالم ويقطن غالبية السجناء في سجون تديرها شركات القطاع الخاص. وبهذا الصدد توكد البروفسيورة ماري جوتشالك، أستاذ العلوم السياسية بجامعة بنسلفانيا على ان شركات القطاع الخاص التي تستثمر في السجون تمارس الكثير من الانتقائية وتحريف التكاليف والنفقات الفعلية كي تحافظ على الانطباع السائد لدى الناس بان القطاع الخاص يحقق نتائج أفضل باستخدام نفقات اقل". وفي الحقيقة فقد لاحظت البروفسورة ماري بان الدراسات تظهر وتوكد عموما بان السجون التي تديرها شركات القطاع الخاص هي أكثر خطورة على النزلاء وعلى الموظفين على حد السواء مقارنة بالسجون التي تديرها الدولة وهذا نتيجة لإجراءات وتدابير خفض النفقات وتقليل التكلفة مثل تخصيص مبالغ اقل للإنفاق على بند تدريب الموظفين (ومنحهم رواتب واجور اقل) وتوفير وتقديم خدمات الرعاية الصحية الاساسية فقط إلى النزلاء.
وقد اظهرت دراسة اجريت عام 2014م لنيل درجة الدكتوراه في (جامعة) يو سي بيركيلي بان الاحداث يشكلون النسبة الأكبر بين النزلاء في السجون التي تديرها شركات القطاع الخاص على عكس ما هو الحال عليه في السجون العامة ويعود هذا إلى حد كبير إلى حقيقة ان اصلاح وتأهيل الاحداث هو أرخص بكثير من اصلاح وتأهيل البالغين وكبار السن. وطبقا لهذه الدراسة فان الشركات التي تملك وتدير سجون خاصة وتحديدا الشركة الأمريكية للإصلاحيات ومجموعة جي أي اوه تتعمد تجميع أكبر قدر ممكن من هؤلاء النزلاء الاحداث «عبر استثناءات صريحة كانت ام ضمنية مدونة ضمن العقود المبرمة بين هذه الشركات الخاصة وبين السلطات الحكومية».

### النقص في تدريب الموظفين
النقص وعدم الكفاية بما في ذلك النقص في تدريب الموظفين تشير الادلة من الواقع إلى ان تدني مستوى توفير الكادر المؤهل من الموظفين وتدني مستوى التدريب في السجون التي تديرها شركات القطاع الخاص قد يودي إلى زيادة في حوادث العنف والهروب. وقد خلصت دراسة اجريت في جميع انحاء الولايات المتحدة الأمريكية إلى ان نسبة وقوع اعتداءات على الحراس من قبل النزلاء في السجون التي تديرها شركات القطاع الخاص هي أكبر ب 49 درجة مقارنة مع ما هو الحال عليه في السجون التي تديرها الدولة. كما كشفت هذه الدراسة بان نسبة وقوع اعتداءات فيما بين النزلاء بعضهم البعض في السجون التي تديرها شركات القطاع الخاص هي أكبر بـ 65 درجة مقارنة بما هو الحال عليه في السجون التي تديرها الدولة.
 واحد الامثلة على ان نقص تدريب الموظفين يودي إلى حدوث أعمال عنف داخل السجن يتجسد في الخبر الذي اورده الصحفيين في وكالة بلومبرج للأنباء في ولاية ميسيسيبي، الا وهما الصحفية مارجريت نيوكيرك والصحفي ويليام سيلواي بشأن اصلاحية وولنت جرووف المغلقة حاليا. فطبقا لهاذين الصحفيين فان نسبة عدد الموظفين اقل بكثير من نسبه عدد السجناء في هذا السجن بنسبة موظف واحد فقط لكل 120 سجين. وقد شهد هذا السجن أعمال شغب دامية نجم عنها اصابة 6 سجناء تم نقلهم إلى المستشفى وتبين بان أحدهم اصيب بتلف دماغي دائم. واثناء حصول أعمال الشغب لم يقم الموظفون بالاستجابة سريعا بل انهم انتظروا إلى ان توقف الاقتتال بين السجناء تماما وذلك لان عدد السجناء كان يفوق عدد الموظفين بفارق كبير جدا وبنسبة موظف واحد لكل ستون سجينا. ان غياب وعدم وجود موظفين مؤهلين ومدربين جيدا لا يودي فقط إلى وقوع أعمال عنف فحسب، بل يودي إلى الفساد أيضا. وطبقا لشهادة أحد السجناء سابقا في هذا السجن، فقد كان ضباط وموظفي السجن مسئولون أيضا عن عمليات التهريب والتسلل. فبهدف جني مال أكثر، قام بعض الضباط والموظفين بتزويد السجناء بالممنوعات بما في ذلك المخدرات والهواتف النقالة والاسلحة. وقد قادت التحقيقات التي اجرتها سلطات إنفاق وتطبيق القانون إلى الكشف عن شبكات فساد أكبر واوسع. 

### فضيحة الفساد القضائي
لقد ثبت تورط شركة ميد اتلانتك لخدمات الشباب، وهي شركة خاصة تمتلك وتدير سجون، في القضية المعروفة بقضية «الأطفال مقابل المال»، وادينت هذه الشركة بانها قامت برشوة اثنان من القضاة هما القاضي مارك سيافاريلا والقاضي ميشيل كونهان بمبلغ وقدره اثنان مليون وثمانمائة ألف دولار أمريكي مقابل إرسال عدد الفين طفل إلى السجون التابعة لهذه الشركة على ذمة قضايا مثل الدخول إلى مباني غير مأهولة أو سرقة اقراص (دي في دي DVD) من متاجر وول مارت.

### المعارضون لمسألة خصخصة السجون
لقد دعت وطالبت العديد من المنظمات بتوقيف بناء سجون تديرها شركات القطاع الخاص أو بهدم هذه السجون فورا. كما انضمت إلى هذه الدعوات بعض الجمعيات الدينية مثل الكنيسة البرسبتريان والكنيسة الطرائقية وكذا منظمة الاسقف الكاثوليك الجنوبية.
وقد شهد العام 2013م حدوث مظاهرات شعبية مناهضة لشركات القطاع الخاص التي تمتلك وتدير سجون وقد نجحت تلك المظاهرات بإجبار مجموعة جي أي اوه على سحب العرض الذي تقدمت به بخصوص حقوق تسمية استاد اف ايه يو FAU واجبار الشركة الأمريكية للإصلاحيات على انهاء عقدها مع ولاية كنتكي. وقد توجت تلك الجهود بإنهاء ممارسة هاتين الشركتين لنشاطهما التجاري في مجال السجون في هذه الولاية (ولاية كنتكي) الذي استمر لثلاثة عقود خلت. ففي عام 2014 ستستعيد سلطات ايداهو مهام إدارة وتشغيل مركز اصلاحية ايداهو من الشركة الأمريكية للإصلاحيات كون هذا المركز كان سببا لرفع العديد من القضايا في المحاكم بسبب حدوث أعمال عنف واسعة النطاق ونقص الموظفين وحدوث انشطة لعصابات وبسبب تزوير العقد. وقد قال حاكم ايداهو السيناتور بوتش اوتر «تقديرا لما حدث ولما يحدث الآن. فانه لأمر ضروري. وهو الامر الصائب فعله الآن. ويا له من امر مخزي كوني أحد رواد الخصخصة».

وفي الربع الاخير من عام 2013م قامت ثلاث شركات بسحب وتجميد استثماراتها المقدرة بـ ستون مليون دولار في كل من الشركة الأمريكية للإصلاحيات ومجموعة جي أي اوه. وهذه الشركات الثلاث هي شركة اسكوبيا لإدارة الاستثمارات ورؤوس الاموال وشركة دي اس ام أمريكا الشمالية، وشركة اميكا للتأمينات المشتركة. وفي بيان صحفي دال على التغيير قال السيد هاج ويلش- رئيس شركة دي اس ام أمريكا الشمالية:

### محاولات الحد من خصخصة السجون وزيادة الاشراف
لقد قامت بعض الولايات الأمريكية بحظر السجون الخاصة ووضع حد أو سقف اعلى لعدد المساجين وفرض قيود تشغيلية وعمليتيه صارمة على السجون الخاصة وذلك على النحو التالي:
- فقد قامت ولاية إلينويز عام 1990 بحظر خصخصة سجون الولاية أو المقاطعات (قانون حظر مرافق ومنشئات الاصلاحيات الخاصة). وفي عام 2000م قامت ولاية نيويورك بسن قوانين تحظر خصخصة السجون والاصلاحيات واي خدمات تتصل بإدارة وتشغيل السجون والاصلاحيات. وفي عام 2001م قامت ولاية ليوزيانا بسن قوانين تقضي بتجميد وتعليق واغلاق السجون الخاصة.
- حظر بناء وتشييد مباني قد تستخدم مستقبلا كسجون خاصة. وبغرض اغراء سلطات الولايات فقد قامت شركات القطاع الخاص ببناء وتشييد مباني كسجون خاصة حتى قبل ان تحصل هذه الشركات على عقود خصخصة. وفي عام 2001م اوصت لجنة الموازنة المشتركة في ولاية ويسكونسين باستخدام نصوص وتعابير لغوية محددة للتعبير عن حظر بناء وتشييد مباني قد تستخدم كسجون خاصة مستقبلا في هذه الولاية. والمثال على هذه المباني يعود إلى عام 1997م عندما قامت الشركة الأمريكية للإصلاحيات بأنشاء وتشييد مبني يتسع لـ 2000 الفي سرير في ولاية كاليفورنيا بتكلفة تتراوح بين 80-100 مليون دولار بدون ان يكون لدى الشركة أي عقد مع سلطات ولاية كاليفورنيا وتحديدا دائرة الاصلاحيات. وقد اوردت وسائل الاعلام تصريحا لاحد المسئولين في الشركة الأمريكية للإصلاحيات يقول فيه«إذا بنينا (سجون)، فان السلطات ستاتي الينا وتتعاقد معنا».[28]
- حظر استيراد وتصدير السجناء- ولضمان ان الدولة تحتفظ بحق السيطرة والتحكم على المسائل الخاصة بالجودة والامان في السجون والاصلاحيات، فقد قامت ولاية داكوتا الشمالية بسن قانون عام 2001م يحظر بتصدير المجرمين المصنفين ضمن الفئة (أ) أو الفئة (أأ) إلى خارج حدود الولاية. وبالمثل قررت ولاية أوريغون إلغاء وإبطال قانون يسمح بتصدير المجرمين إلى خارج الولاية بحلول عام 2001م ومن الناحية العملية فان هذا يعني حظر تصدير المساجين إلى خارج الولاية. كما حذت العديد من الولايات بنفس هذا المنحى وسنت قوانين تحظر استيراد السجناء الي سجون خاصة.
- اشتراط معايير بنفس مستوى معايير السجون العامة التي تديرها الدولة – سنت ولاية نيومكسيكو تشريعا يقضي بنقل صلاحيات الاشراف على السجون الخاصة إلى اللجنة المعنية بالإصلاحيات في ديوان ولاية نيومكسيكو وذلك لضمان ان السجون الخاصة تتوفر فيها نفس المعايير المتوفرة في السجون العامة التي تديرها الدولة. وفي عام 2001م اقرت ولاية نبراسكا وبأغلبية ساحقة اقرار تشريع يشترط وجوب ان تتوفر في السجون الخاصة نفس المعايير المتوفرة في السجون العامة التي تديرها الدولة، الا ان محافظ ولاية نبراسكا تحفظ على هذا التشريع ورفض التوقيع عليه. اما ولاية اوكلاهوما فقد سنت تشريعا عام 2005م يشترط على السجون الخاصة وجوب ان يكون لديها خطط جاهزة للتعامل مع حالات الطوارئ. ويلزمها بوجوب اخطار وابلاغ سلطات الولاية فورا عند وقوع أي حوادث تمس بالأمن والسلامة 0

أعلن مكتب السجون الفدرالية نيته انهاء عقود السجون الربحية التي تملكها أو تديرها الشركات خاصة 0
- انهاء العقود الاتحادية. في 18 أغسطس 2016، اعلنت السيدة سالي ياتس- مساعد النائب العام الأمريكي بان وزارة العدل تنوي إنهاء العقود المبرمة بين المكتب الفيدرالي للسجون وبين شركات القطاع الخاص التي تملك وتدير سجون بهدف الربحية. وأضافت السيدة سالي ياتس قائلة: «ان المنشاء آت والمرافق التابعة لهذه الشركات الخاصة من سجون واصلاحيات هي منشاءات تتسم بكونها اقل امنا وفاعلية من حيث تقديم الخدمات الاصلاحية» وذلك مقارنة بالسجون التي تديرها الدولة ممثلة بالمكتب الفدرالي للسجون. وقد ردت ثالث أكبر شركة خاصة تمتلك وتدير سجونا بهدف الربحية في الولايات المتحدة الأمريكية ألا وهي شركة الإدارة والتدريب على هذه التصريحات. فقد صرح المتحدث الرسمي باسم هذه الشركة السيد\عيسى ارنيتا قائلا:«انه لأمر مخيب للآمال ان نسمع بان وزارة العدل الأمريكية قد اتخذت قرار كهذا».[29] واضاف قائلا: إذا كان قرار وزارة العدل يستند فقط على مبرر انخفاض وتدني أعداد المساجين، فان هذا المبرر مقبول إلى حد ما. الا انه لأمر خاطئ ان يستند هذا القرار على مبررات التكلفة والأمان والتأمين والبرمجة والإدارة«هذا وقد حررت مساعد النائب العام الأمريكي السيدة-سالي ياتس خطاب رسمي ورد فيه» لقد لعبت السجون (التي يملكها ويديرها القطاع الخاص) دورا هاما في الماضي، ألا ان الزمن اثبت بان هذه السجون اقل مستوى وجودة من السجون التي تديرها الدولة ممثلة بالمكتب الفدرالي للسجون. فهذه السجون بكل بساطة لا تقدم نفس مستوى الخدمات والبرامج والموارد الاصلاحية، بل انها لا تقوم بتوفير ما يمكن وصفه بانه قدر كبير من النفقات الجوهرية. فقد خلص تقرير صدر عن مكتب النائب العام إلى ان هذه السجون الخاصة لا تتمتع بنفس مستوى الأمن والسلامة المتوفر في السجون التي تديرها الدولة. كما انه قدد ثبت بانه لمن الصعب استنساخ خدمات الإصلاح والتأهيل التي يقدمها المكتب الفدرالي للسجون مثل البرامج التعليمية والتدريبية وتأهيل الموظفين.

## لقراءة المزيد
- Austin، James, Ph.D.؛ Coventry، Garry, Ph.D. (فبراير 2001). Emerging Issues on Privatized Prisons (PDF). Bureau of Justice Assistance، Office of Justice Programs، وزارة العدل الأمريكية. OCLC:47042765. NCJ 181249. مؤرشف من الأصل (PDF) في 2019-12-22.{{استشهاد بكتاب}}:  صيانة الاستشهاد: أسماء متعددة: قائمة المؤلفين (link)
- Chang, Tracy F. H.; Thompkins, Douglas E. (2002). "Corporations Go to Prisons: The Expansion of Corporate Power in the Correctional Industry". Labor Studies Journal (بالإنجليزية). 27 (1): 45–69. DOI:10.1177/0160449x0202700104. Archived from the original on 2019-12-08.
- Harcourt، Bernard (2012). The Illusion of Free Markets: Punishment and the Myth of Natural Order. Harvard University Press. ISBN:0674066162. مؤرشف من الأصل في 2019-10-26.
- Le Vay، Julian (2015). Competition for Prison: Public or Private?. Policy Press. ISBN:9781447313229. OCLC:982262933. مؤرشف من الأصل في 2019-12-08. Julian Le Vay is the former finance director of Her Majesty's Prison Service. The book is derived from all available analysis on costs of public and private prisons.
- Selman، Donna؛ Leighton، Paul (2010). Punishment for Sale: Private Prisons, Big Business, and the Incarceration Binge. Issues in Crime and Justice. Rowman & Littlefield Publishers. ISBN:9781442201729. مؤرشف من الأصل في 2019-08-13. Punishment for Sale: Private Prisons, Big Business, and the Incarceration Binge في كتب جوجل.

## وصلات خارجية
- How private prisons game the system. Alternet at Salon. December 1, 2011.
- America's private prison system is a national disgrace. The Guardian. 13 June 2013
- The Business of Mass Incarceration. Chris Hedges, Truthdig. Jul 28, 2013.
- Prisoners of Profit: Private Prison Empire Rises Despite Startling Record Of Juvenile Abuse. Chris Kirkham, The Huffington Post. October 22, 2013
- Revolt at "Ritmo": Dire Conditions in For-Profit Texas Immigration Jail Spark Prisoner Uprising. Democracy Now! February 24, 2015.
- How for-profit prisons have become the biggest lobby no one is talking about. The Washington Post. April 28, 2015.
- Study finds private prisons keep inmates longer, without reducing future crime. University of Wisconsin–Madison News, June 10, 2015.
- We Must End For-Profit Prisons. Bernie Sanders for The Huffington Post. September 22, 2015.
- Private Prison Exec Waves Off Criminal Justice Reform, Predicts More Profits. The Intercept. December 22, 2015.
- "This Man Will Almost Certainly Die": The Secret Deaths of Dozens at Privatized Immigrant-Only Jails. Democracy Now! February 9, 2016.
- "My Four Months as a Private Prison Guard". Shane Bauer for Mother Jones, June 2016.
- Ending the Barbarity. Jacobin. August 24, 2016.
- Private prison stocks are soaring after Donald Trump's election. Business Insider. November 9, 2016.
- "Private Prisons: Who Profits?". الإذاعات العالمية لهيئة الإذاعة البريطانية. الإذاعات العالمية لهيئة الإذاعة البريطانية. 19 أغسطس 2017. مؤرشف من الأصل في 2019-04-24. {{استشهاد بخبر}}: الوسيط |عمل= و|صحيفة= تكرر أكثر من مرة (مساعدة) Covers the current state of private prisons in the UK and the US.
- A Federal Judge Put Hundreds of Immigrants Behind Bars While Her Husband Invested in Private Prisons. Mother Jones, August 24, 2017.